# Giuristi democratici
L'Associazione Nazionale Giuristi democratici (in sigla GD) è stata fondata nel secondo dopoguerra da avvocati, magistrati, funzionari pubblici, studiosi del diritto appartenenti al mondo dell’Università e della ricerca, tra i quali troviamo Umberto Terracini, Bianca Guidetti Serra, Ugo Natoli, Romeo Ferrucci, Raimondo Ricci, Lelio Basso, allo scopo di promuovere un impegno del diritto alla difesa e per l’attuazione dei principi della Costituzione Italiana.
Promuove inoltre l’applicazione della Convenzione europea dei diritti dell'uomo, il garantismo penale e la realizzazione di una Costituzione europea fondata sul ripudio della guerra .

## Storia
L'associazione nasce nel 1964, con sede in Viale Carso 51 a Roma, in seguito alla decisione di Lelio Basso, Ugo Natoli e dell'avvocato romano Bruno Andreozzi (che ne è anche il primo segretario) di creare la sezione italiana della AIJD (Association Internationale Juristes Dèmocrates), dopo aver partecipato al suo congresso di Budapest . 
La prima iniziativa pubblica avviene nel 1968, quando l'associazione chiede la liberazione del politico portoghese Mario Soares incarcerato dal regime di Salazar. Il 2 marzo 1969 il congresso nazionale elegge i primi organi direttivi: la presidenza è composta da Enzo Enriques Agnoletti, Lelio Basso, Mario Berruti, Carlo Galante Garrone, Francesco Saverio Gentile, Fausto Gullo, Lucio Luzzatto, Guglielmo Nocera e Umberto Terracini. Segretario viene nominato l'avvocato palermitano Rocco Ventre. Vengono infine aperte le prime sezioni locali a Roma e Torino . 
Agli inizi degli anni '70 alcuni membri dell'organizzazione vengono coinvolti dall'AIJD per monitorare il rispetto dei diritti umani in varie parti del mondo. L'avvocato Guido Calvi segue ad Atene le vicende di Alexandros Panagulis e dell'italiana Lorna Briffa-Caviglia accusati di cospirazione ; altri componenti vengono inviati a seguire il rispetto dei diritti umani durante la Guerra del Vietnam; nel 1979 Bianca Guidetti Serra partecipa alle iniziative in Paraguay per la liberazione dell'avvocato Amilcare Santucho, membro del partito comunista argentino . 
Negli anni '80 l'attività della associazione si interrompe, nonostante il giurista e parlamentare Stefano Rodotà venga eletto presidente dalla associazione internazionale . Un primo tentativo di rilancio nel 1991, in occasione della partecipazione di un contingente militare italiano in violazione dell’art. 11 della Costituzione nella Guerra del Golfo, elegge come nuovo segretario il magistrato Franco Ippolito . Poi nel 1999, agli inizi della Guerra del Kosovo, avviene un nuovo rilancio con la iniziale dicitura Giuristi democratici contro la guerra che si oppone ai bombardamenti della Nato .
I fatti del G8 di Genova nel luglio 2001 determinano la nascita di un nuovo coordinamento che intende creare un vero e proprio tribunale internazionale capace di processare le forze dell'ordine che si sono macchiate di episodi repressivi  . Rinasce la proiezione internazionale dell'associazione, che decide di seguire soprattutto le sorti dei Curdi perseguitati in Turchia e quelle di alcuni esponenti di Al-Fatah come Marwan Barghuthi, con gli avvocati Giuliano Pisapia, Luigi Saraceni, Fausto Gianelli e Fabio Marcelli .
Nel 2004 l'associazione si ricostituisce formalmente con sede a Padova e pubblica nuovamente, con Franco Angeli, la rivista quadrimestrale Democrazia e diritto. La copresidente Aurora D'Agostino, con l'incarico di osservatrice internazionale, segue gli eventi successivi alla carcerazione di Ilaria Salis a Budapest nel 2024 .

## Filmografia
- Archiviato. L'obbligatorietà dell'azione penale in Valsusa (2016). Documentario realizzato con il patrocinio di cinque associazioni: Controsservatorio Valsusa; Antigone – per i diritti e garanzie del sistema penale; A buon diritto – associazione per le libertà; Associazione Nazionale Giuristi democratici; L’altro diritto – Centro documentazione su carcere, devianza e marginalità.